# ويلر وينستون ديكسون
ويلر وينستون ديكسون (بالإنجليزية: Wheeler Winston Dixon)‏ هو مؤرخ سينمائي أمريكي، ولد في 12 مارس 1950 في نيو برونزويك في الولايات المتحدة.

## وصلات خارجية
- الموقع الرسمي
- ويلر وينستون ديكسون على موقع IMDb (الإنجليزية)